# 霜山朋久
霜山朋久（日语：／ Shimoyama Tomohisa，1978年3月25日—），日本男性動畫師、動畫導演。出身於東京都。
除了電影《蠟筆小新》和《哆啦A夢》外，他還作為原畫參與了多位日本著名動畫導演的作品，包括原惠一、湯淺政明、細田守、今敏、片須直。之後，他擔任過《鋼之鍊金術師：嘆息之丘的聖星》、《宇宙浪子》、《春宵苦短，少女前進吧！》、《惡魔人 Crybaby》等作品的作畫監督兼演出，而在《鏡光傳奇／Mirrage Prison篇》曾擔任OP影片導演、分鏡、演出、原畫。他也擔任過《SUPER SHIRO》的首席導演兼人物設計師。

## 參加作品

### 電視動畫
1998年
- 閃電霹靂車SIN（動畫）

1999年
- 進化戰記（動畫）

2000年
- 沉默的未知（原畫）

2001年
- ANGELIC LAYER 天使領域（原畫）
- 激鬥戰車（原畫）
- 戰鬥陀螺（原畫）

2002年
- 超重神GRAVION（原畫）
- 迷糊天使（原畫）
- Chobits（原畫）
- 彩夢芭蕾（原畫）
- 銀河天使A（原畫）
- 火影忍者（原畫）
- 水瓶戰記 Sign for Evolution（原畫）
- 禁獵魔女（原畫）
- 圓盤皇女（原畫）
- 十二國記（原畫）
- 笑園漫畫大王 THE ANIMATION（原畫）
- 魯莽天使（原畫）
- 天地無用！GXP（原畫）
- 魔法護士小麥（原畫）
- 魔王但丁（日语：魔王ダンテ）（原畫）

2003年
- 你所期望的永遠（原畫）
- GAD GUARD（原畫）
- 波波羅古洛伊斯（原畫）
- 青青校樹（原畫）
- 魔法咪路咪路Golden（原畫）
- 鈴鐺貓娘Nyo（原畫）
- TEXHNOLYZE（日语：TEXHNOLYZE）（原畫）
- 鋼之鍊金術師（原畫）
- 高橋留美子劇場 人魚之森（原畫）

2004年
- 薔薇少女 (2004年版)（原畫）
- 醜陋美世界（原畫）
- 戀風（原畫）
- 妄想代理人（原畫）
- 銀河天使X（原畫）
- 月詠 -MOON PHASE-（原畫）
- 魔法咪路咪路Wonderful（原畫）
- BECK（原畫）
- 十兵衛2 -西伯利亞柳生的逆襲-（原畫）
- 沙漠神行者（原畫）

2005年
- 薔薇少女 彷如夢境（原畫）
- 撲殺天使朵庫蘿（原畫）
- ARIA The ANIMATION（作畫監督、作畫監督協力、原畫）
- 槍與劍（原畫）
- 認真地不認真的怪傑佐羅力（原畫）
- 草莓100%（原畫）

2006年
- ARIA The NATURAL（原畫）
- 企業傭兵（原畫）
- 小心啊公主（原畫）
- 家庭教師HITMAN REBORN！（原畫）

2007年
- sola（原畫）

2008年
- 亡念之扎姆德（原畫、ED原畫）
- 哆啦A夢 (2005年版)（原畫）

2013年
- LINE TOWN（OP原畫）
- 銀之匙 Silver Spoon（原畫）

2014年
- 宇宙浪子（宇宙人設定、作畫監督、原畫、第2原畫）

2015年
- 蠟筆小新（原畫）
- 槍與面具（原畫）

2016年
- 赤髮白雪姬（作畫監督、原畫）

2020年
- 別對映像研出手！（原畫）

2022年
- 幽零幻鏡（導演）

2024年
- 亂馬½ (2024年版)（分鏡）

2025年
- SANDA 變身聖誕老人（導演[1]）

### 電影動畫
2005年
- 劇場版 決鬥大師：暗之城的魔龍鳳（原畫）

2006年
- 劇場版 火影忍者：大興奮！三日月島上的動物騷亂（原畫）
- 蠟筆小新：Amigo！森巴入侵計畫（原畫）

2007年
- 哆啦A夢：大雄的新魔界大冒險 ～7人魔法使～（原畫）
- 蠟筆小新：小白的屁屁炸彈（原畫）
- 劇場版 琴之森（原畫）
- 河童之夏（原畫）

2008年
- 哆啦A夢：大雄與綠之巨人傳（原畫）

2009年
- 夏日大作戰（原畫）

2010年
- Colorful 多彩奇幻之旅（原畫）

2011年
- 鋼之鍊金術師：嘆息之丘的聖星（原畫）

2012年
- 伏 鐵砲娘的捕物帳（日语：伏 鉄砲娘の捕物帳）（原畫）

2013年
- 哆啦A夢：大雄的秘密道具博物館（原畫）
- HAL（原畫）

2015年
- 百日紅（原畫）
- 屍者的帝國（原畫）

2017年
- 春宵苦短，少女前進吧！（作畫監督、原畫）

2019年
- 生日幻境（作畫監督、原畫）
- 乘浪之約（第2原畫）

### 網路動畫
- 惡魔人 Crybaby（配角設定、分镜、演出、作畫監督、原畫、第2原畫）
- SUPER SHIRO（日语：SUPER SHIRO）（首席導演、人物設定、分镜、演出、原畫）

### 遊戲
- 鏡光傳奇（日语：テイルズ オブ ザ レイズ）（OP導演、分鏡、演出、原畫）